# Nicolae Timofti

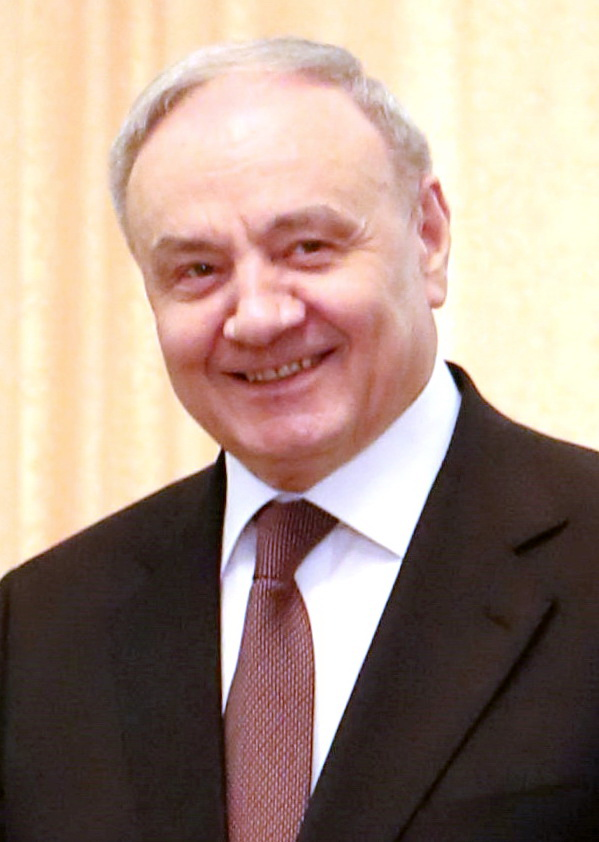
Nicolae Timofti

Nicolae Timofti (sinh ngày 22 tháng 12 năm 1948) là một chính trị gia và luật sư Moldova, là Tổng thống Moldova kể từ 23 tháng 3 năm 2012. Trước đây ông từng là người đứng đầu của Hội đồng Thẩm phán tối cao của Moldova. Ông được bầu làm Chủ tịch quốc hội ngày 16 tháng 3 năm 2012.

## Tiểu sử
Nicolae Timofti sinh năm 1948 ở Ciutuleşti, Cộng hòa xã hội chủ nghĩa Moldova, Liên Xô, trong gia đình mẹ là Elena (sinh 1927) và cha là Vasile Timofti, và có bốn anh chị em ruột. Vào đầu năm 1949, gia đình ông chuyển đến Floreşti. Ngày 6 tháng 7 năm 1949, cha ông Tudor Timofti của mình bị chính quyền Liên Xô trục xuất đến khu vực Amur, nơi ông qua đời năm 1953.
Timofti kết hôn với luật sư Timofti Margareta và họ có ba con trai: Alexei (born. 1977) làm luật sư cho Ngân hàng Thế giới ở Washington, Nicu (sinh 1980) là một nhà báo thể thao trong Chişinău, và Ştefan (sinh 1989) nghiên cứu kinh tế tại Chişinău. 